# Dentimargo idiochila
Dentimargo idiochila is een slakkensoort uit de familie van de Marginellidae. De wetenschappelijke naam van de soort is voor het eerst geldig gepubliceerd in 1943 door Schwengel.